# Fredsfrämjande operationer
Fredsfrämjande operationer (engelska: Peace Support Operation, kort: PSO) är multinationella operationer, normalt med militära inslag, som syftar till att främja fred i ett land eller ett område där det förekommer eller förekommit krig eller någon annan väpnad konflikt, eller en sådan riskerar att bryta ut. Begreppet fredsfrämjande operationer är ett övergripande begrepp som täcker in två huvudsakliga typer av operationer med olika inriktning:
- Fredsbevarande operationer (peacekeeping, PK), som stödjer sig på kapitel VI FN-stadgan.
- Fredsframtvingande operationer (peace enforcement, PE), som stödjer sig på kapitel VII i FN-stadgan.

Begreppet används också för att markera att operationer kan behöva variera i sin "robusthet", vilket bland annat innebär det militära inslaget och det militära uppträdandet, beroende på hur situationen utvecklas. Fredsfrämjande operationer innehåller normal en bred uppsättning av såväl civila som militära uppgifter, inklusive upprätthållande av allmän ordning, polisverksamhet, stöd och mentorverksamhet till lokala säkerhetsstyrkor, återuppbyggnad av infrastruktur och stöd till nationell försoning.
Fredsfrämjande operationer har genomförts av bland annat FN:s fredsbevarande styrkor, Nato och Afrikanska unionen.